# Principauté de Bénévent
Ne doit pas être confondu avec Duché de Bénévent.
1806–1814
La principauté de Bénévent est un petit État formellement indépendant institué par Napoléon en 1806, confiée au prince Charles-Maurice de Talleyrand. Son territoire coïncide avec celui du duché de Bénévent, enclave pontificale à l’intérieur du royaume de Naples.
En dehors de la cité, il comprend un Contado subdivisé en 12 centres : Sant'Angelo a Cupolo, Motta, Panelli, Pastene, Maccabei, Bagnara, Montorso, Maccoli, Perillo, Sciarra, San Leucio, San Marco ai Monti.

## L'occupation des Bourbons
Après l’occupation de Rome par les troupes françaises le 10 février 1798, Bénévent se trouve politiquement isolé, jusqu’à ce que Ferdinand Ier des Deux-Siciles décide de l’occuper : le Directoire est en fait enclin à créer une République romaine, et Ferdinand veut éviter que s’instaure également à Bénévent un gouvernement sous autorité française, dangereux pour la stabilité du royaume de Naples.
Ferdinand, en abandonnant des pourparlers avec le Directoire français pour une occupation légalisée, provoque dans la cité une agitation favorable à ses vues en jouant sur la fibre religieuse des habitants de Bénévent qui se sentent menacés par l’arrivée des Français. Le 16 avril 1798, il ordonne à son ministre de la guerre Airola d’occuper la cité. Le 19 avril 1800, les grenadiers entrent par la Porta Rufina (aujourd’hui disparue) et leur commandant Alessandro Filangieri, prince de Cutò, prend possession de Bénévent au nom du roi de Naples, dans le but de garder le Duché, sans changer le gouvernement. Le 24 mai, Ferdinand IV, en visite à Bénévent pour saluer ses soldats, est acclamé par la population, qui voit en lui un défenseur de la religion opprimée par les Français. Durant la visite de la cité et en réponse aux craintes des habitants, il y laisse 5 000 grenadiers et leur artillerie. 
Le 24 juin 1798, le prince Cutò prend le commandement du régiment Real Campagna qui a remplacé les grenadiers. En vue d’une opération militaire contre la République romaine, le 2 novembre, le commandement du régiment s’établit à Capua, laissant à Bénévent le 3e bataillon Borgogna. Le 14 novembre, Ferdinand proclame le début des opérations militaires, mais après une occupation éphémère de Rome, le 10 décembre l’armée napolitaine se replie en hâte vers les confins du royaume. Ferdinand IV se réfugie en Sicile, cependant que l'armistice de Sparanise du 12 janvier 1799, conclu par le comte Pignatelli et par le général Championnet, concéde aux Français les forteresses de Capua et de Bénévent.

## L'occupation française
Le 13 janvier au soir à Bénévent, la nouvelle de l’armistice provoque la fuite du gouverneur pontifical Zambelli, la débandade des soldats bourbons et la manifestation de la population qui, à la vue de la décadence du gouvernement pontifical, proclame le marquis Giuseppe Paca gouverneur. Ce dernier, pour prévenir toute violence populaire, cherche à éviter l’attaque française en envoyant une délégation au général Championnet à Capua.
Mais le 14 janvier 1799, à 23 heures, un détachement de dragons français occupe la ville sans rencontrer d’opposition.
Le 17 janvier, Domenico Antonio Mutarelli, à la tête des représentants publics, invite les citadins au respect, à l'obéissance à la république libératrice.
Le 19 janvier, le brigades de Brusier, arrivées durant la nuit, saccagent la trésorerie du Duomo et dérobent argent et objets précieux attribués au peuple par Benoît XIII. Le tocsin alerte la population qui réagit promptement en poursuivant les Français en route sur Naples. Ils sont rejoints dans la localité de Campizze, près de Montesarchio, et les affrontements sont très violents.

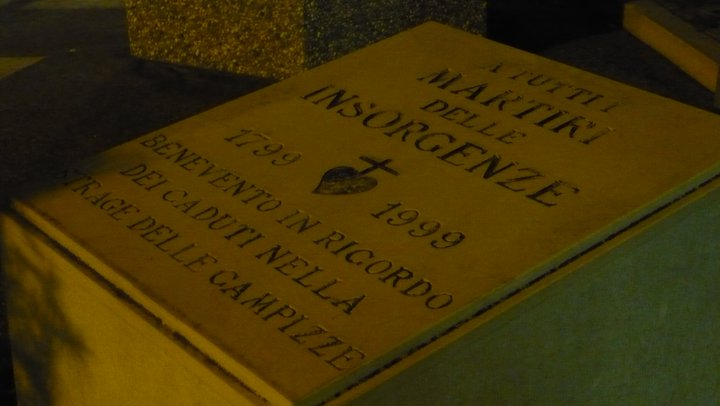
Stèle aux insurgés et aux victimes de la tragédie de Campizze (Piazza Orsini de Bénévent)

Au mois de février, Andrea Valiante, nouveau commissaire organisateur, institue la première municipalité présidée par le marquis Pacca et composée de 16 membres choisis parmi les nobles, les ecclésiastiques et les bourgeois. À cette occasion, est érigé le symbolique arbre de la Liberté.
Le 17 avril, Valiante est remplacé par Carlo Popp, qui proclame l’intégration de Bénévent à la république française et révise les bases de la municipalité en réduisant de moitié ses composants et définissant les affaires publiques en cinq sections : police, super-intendance, finance, travaux publics et ravitaillement. Il modifie littéralement la vie sociale en instituant la salle d’instruction, en modifiant l’ordonnance militaire, en développant le tribunal supérieur de justice, en confisquant les rentes ecclésiastiques, en supprimant les couvents, en abolissant les titres de noblesse, en ordonnant à tous de s’appeler « citoyen », en instituant le calendrier républicain, en ordonnant la confiscation de tous les objets précieux disparus lors du premier saccage et en procédant à des arrestations qui sement la terreur dans la cité.
Le 24 mai, est marqué par l'arrivée dans la cité de 2 000 soldats de la République parthénopéenne commandés par le général Matera.
Le 27 mai, au matin éclate une insurrection préparée depuis quelques jours, abolissant la municipalité, remplaçant la cocarde tricolore par la croix, abattant l’arbre de la Liberté et formant une troupe civique. Le 3 juin au matin, Bénévent est envahi par une bande de sanfédistes, membres d'un mouvement populaire anti-républicain mise en place par le cardinal Fabrizio Dionigi Ruffo. Accompagnés des Consuls, les sanfédistes s’établissent dans la Rocca dei Rettori (forteresse de la cité).

## Le retour à l’État de l’Église
En septembre, Ludovico Ludovici, franciscain et évêque de Policastro arrive dans la cité et le 12 octobre, une sentence de condamnation à l’exil et au séquestre des biens tombe sur environ 80 citadins de Bénévent. Ludovici ordonne une sévère enquête sur les dépenses publiques faites dans la cité «au titre de dons et cadeaux» entre avril 1798 et juin 1799.
Le 17 mars 1801, la longue et minutieuse enquête aboutit à la démission de Pacca et à l’élection d’un nouveau gouverneur, G.B. Pedicini.
Le 9 avril 1802, Bénévent retourne officiellement comme possession du Saint-Siège. En 1803, une terrible épidémie provoque la mort de 1500 personnes en moins de deux mois.
À la mort de Pie VI son successeur Pie VII, affronte l’épineux problème de la relation entre le Saint-Siège et la France. Dans la nuit du 15 au 16 juillet 1801, la signature d’un concordat qui, au-delà des concessions faites par l’Église et Napoléon, rétablit provisoirement la paix religieuse en France. Malgré le couronnement par le pape de Napoléon, celui-ci n’abandonnant pas ses projets de soumission de l’Église, promulgue en 1802, sur les conseils de Talleyrand, les articles relatifs à l’occupation des territoires pontificaux. En février 1806, le royaume de Naples est octroyé à Joseph Bonaparte et les principautés de Bénévent  et Pontecorvo sont créées.

## Les premières phases de la Principauté

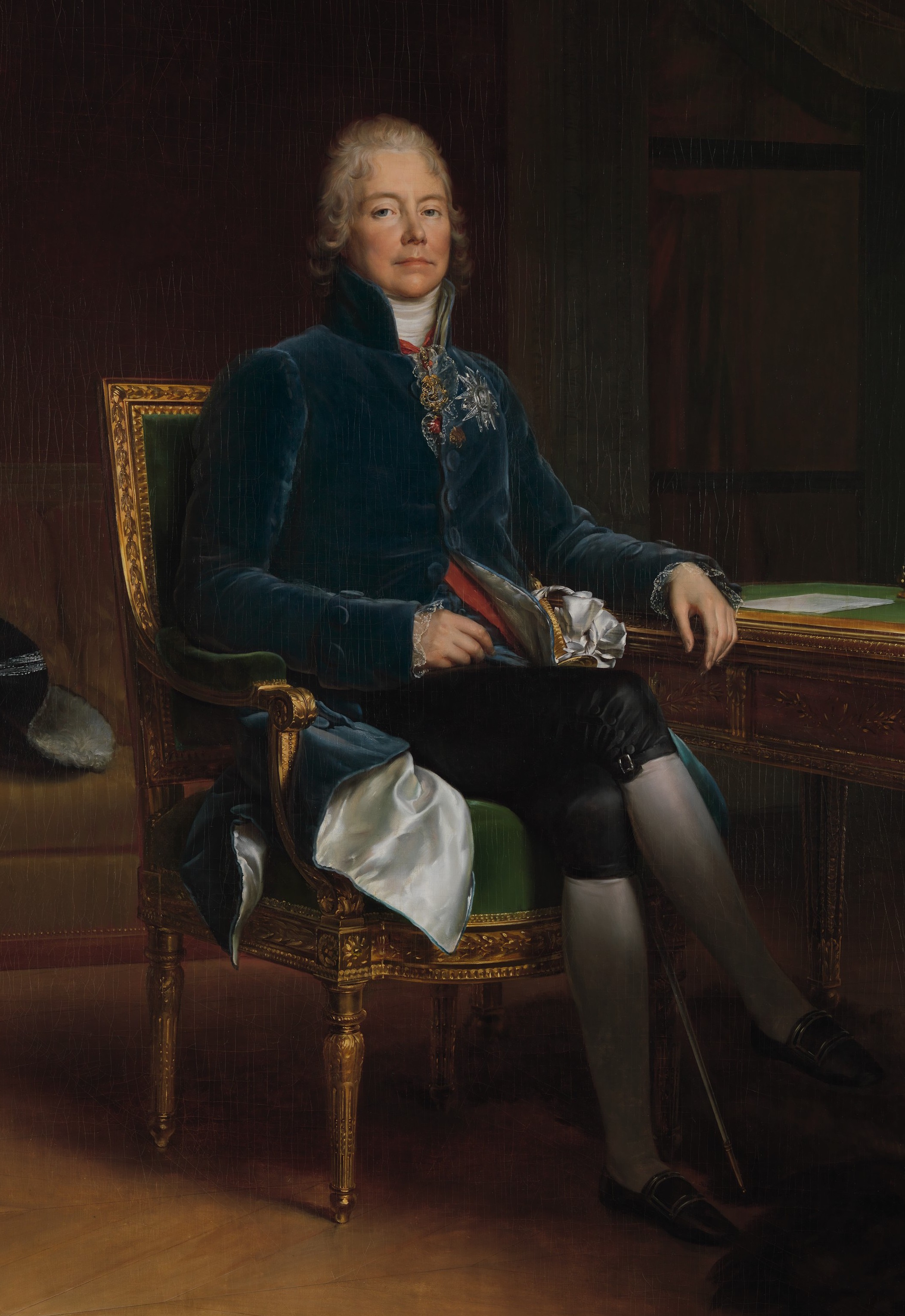
Charles Maurice de Talleyrand-Périgord

Le 5 février 1806 à 21 heures, une division française, menée par le général Guillaume Philibert Duhesme, entre à Bénévent.
Le 6 juin, Napoléon nomme par décret Charles Maurice de Talleyrand-Périgord prince et duc de la cité. Le lendemain, la cité fut militairement occupée par une unité forte de 150 soldats de cavalerie.
Le 26 juillet, nommé par Talleyrand, le premier gouverneur Alessandro Dufrense de Saint-Leon, prend la place du gouverneur pontifical Zambelli.
Le 27 juillet, Dufrense promulgue un statut constitutionnel, signé par Talleyrand, qui prévoit de stabiliser les principes fondamentaux pour une réorganisation de l’État.
Le 15 août, Bénévent a son premier gouverneur français, Louis de Beer (1777-1823), déjà secrétaire d’ambassade à Naples.

## Le gouvernement de De Beer

Blason héraldique de Talleyrand comme prince de Bénévent

De Beer rénove la vie de la Principauté en appliquant le code Napoléon, avec quelques modifications pour raison d’adaptation et d’opportunité. Le gouvernement s’inspire de la justice et a pour objectif principal l’amélioration des conditions de vie de la population; il abolit également tous les privilèges ecclésiastiques et les taxes.
Il est le premier à ouvrir les écoles élémentaires publiques et il rétablit les archives notariales publiques. La profession d’avocat, de notaire et de procureur, est ouverte à tous.
Le 8 octobre 1806, il propose de réduire le nombre de notaires de 39 à 8 ou 10, habilités et brevetés par de Beer lui-même. Le 17 avril 1807, il promulgue un décret sur les avocats et l'organisation d’une compagnie de gendarmerie. 
Le 21 avril 1807, il promulgue un décrèt sur la vaccination anti-variolique.
En novembre 1810, il crée l’internat du lycée Pietro Giannone dans le collège des Jésuites, ouvre une bibliothèque publique et instaure dans la cité le système des poids et mesures déjà en vigueur en France..

## La fin de la Principauté
Vers la fin de 1808, quelques membres du Conseil provincial de la Principauté ultérieure, dont le duc de Marigliano, présentent au conseil la demande d’annexion de Bénévent au royaume de Naples, sans résultat.
Mais la politique du nouveau roi de Naples, Joachim Murat envers Napoléon change, et une fois conclue l’alliance offensive et défensive avec l'Autriche le 11 janvier 1814, à la fin de janvier les troupes napoléoniennes occupent Bénévent, malgré les protestations de Talleyrand et du gouverneur.
Le château est occupé par les fonctionnaires de Murat (le commandant militaire Cattenacci, le commissaire du roi De Thomasis, le colonel De Halle, le maréchal de camp Minutolo et enfin le général Ortigoni) jusqu’au 21 mai 1815.
L’occupation de Bénévent par Murat entraîne la chute du prince Talleyrand en février 1814, puis la disparition de la Principauté.

## Source de traduction
- (it) Cet article est partiellement ou en totalité issu de l’article de Wikipédia en italien intitulé « Principato di Benevento (età napoleonica) » (voir la liste des auteurs) le 17/07/2012.